# Antoine Bibeau
Antoine Bibeau (* 1. Mai 1994 in Victoriaville, Québec) ist ein kanadischer Eishockeytorwart, der seit Juli 2024 bei KooKoo aus der finnischen Liiga unter Vertrag steht. Zuvor absolvierte Bibeau unter anderem fast 250 Partien in der American Hockey League (AHL) und bestritt vier Spiele für die Toronto Maple Leafs und Colorado Avalanche in der National Hockey League (NHL).

## Karriere

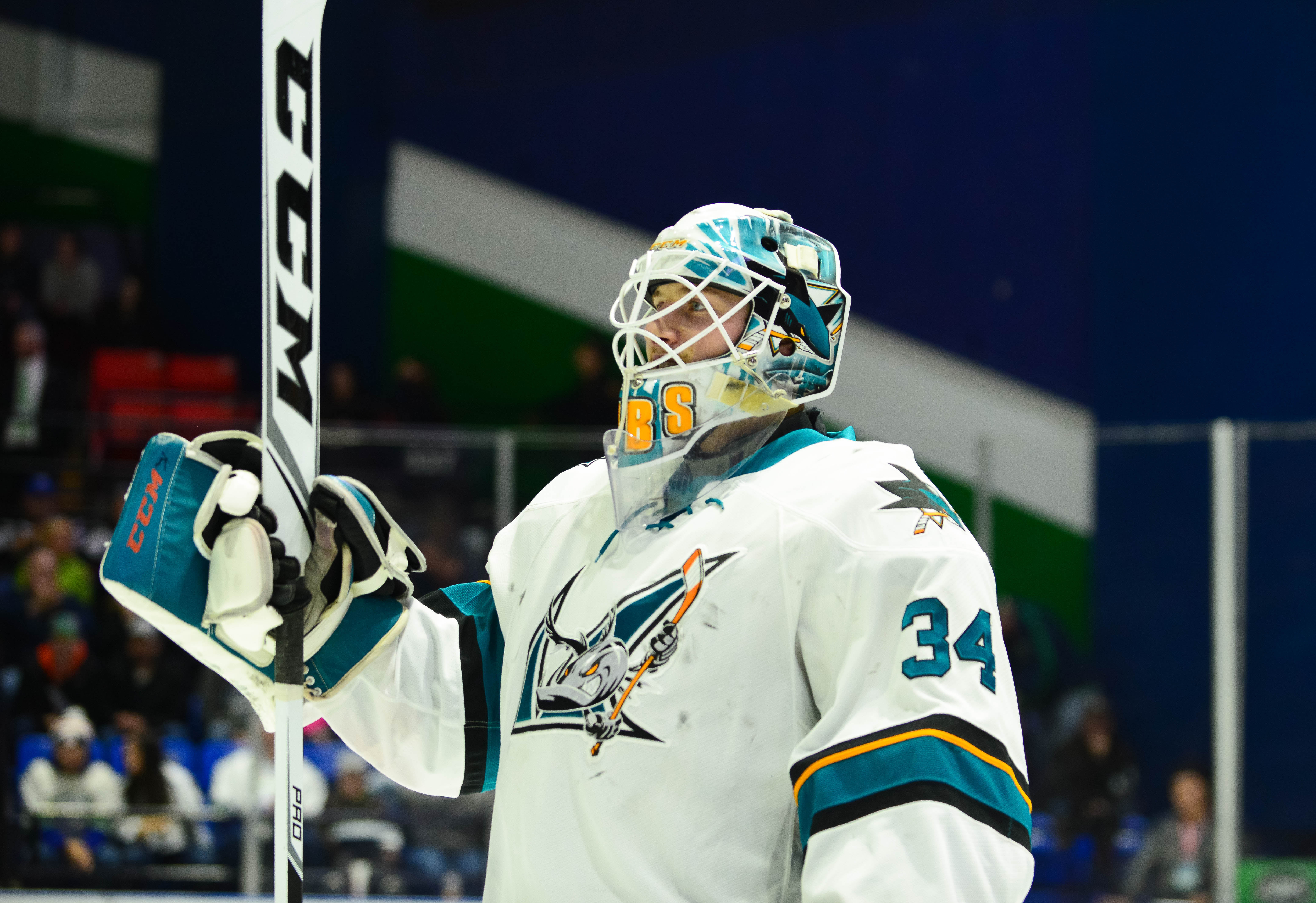
Bibeau im Trikot der San Jose Barracuda (2018)

Bibeau spielte während seiner Juniorenzeit zwischen 2009 und 2011 zunächst unterklassig in seiner Heimatprovinz Québec bei den Estacades de Trois-Rivières. Via des Entry Draft der Ligue de hockey junior majeur du Québec gelangte der Torwart zum Beginn der Saison 2010/11 zu den Lewiston MAINEiacs, ehe er nach drei Einsätzen für sein zweites Jahr nach Trois-Rivières zurückkehrte. Zum Beginn der Spielzeit 2011/12 fand sich Bibeau im Kader der P.E.I. Rocket wieder. Diese hatten ihn im Vorfeld der Saison in einem Transfer von den Olympiques de Gatineau erhalten, die die Rechte an Bibeau wiederum aufgrund der Auflösung Lewistons erhalten hatten.
Bei den Rocket verbrachte der Schlussmann zwei Spielzeiten, ehe er mit dem Team zur Saison 2013/14 nach Charlottetown umzog und fortan für die Charlottetown Islanders zwischen den Pfosten stand. Dort spielte Bibeau ein gutes letztes Jahr im Juniorenlager und wurde Ende Dezember 2013 zum Titelanwärter Foreurs de Val-d’Or transferiert. Diese führte er in den Play-offs, an deren Ende er mit der Trophée Guy Lafleur als Most Valuable Player ausgezeichnet wurde, zum Gewinn des Coupe du Président. Im anschließenden Memorial Cup, den die Foreurs auf dem dritten Rang abschlossen, fand sich der Torhüter im All-Star-Team des traditionsreichen Turniers wieder und wurde zudem mit der Hap Emms Memorial Trophy als bester Spieler auf seiner Position bedacht.
Nachdem er bereits im Sommer zuvor im NHL Entry Draft 2013 in der sechsten Runde an 172. Stelle von den Toronto Maple Leafs aus der National Hockey League ausgewählt worden war, nahmen ihn diese im Juni 2014 unter Vertrag und wurde fortan im Farmteam Toronto Marlies in der American Hockey League eingesetzt. Im Verlauf der Saison 2016/17 debütierte Bibeau für die Maple Leafs in der NHL. Nach der Spielzeit wechselte der Kanadier als Free Agent zu den San Jose Sharks, wo er mit Troy Grosenick das Torhütergespann im AHL-Farmteam San Jose Barracuda bildete. Im folgenden Spieljahr wurde ihm der Tscheche Josef Kořenář zur Seite gestellt, der ihn im Saisonverlauf als Stammkraft ablöste. Im September 2019 wurde er daraufhin kurz vor dem Beginn der Spielzeit 2019/20 im Tausch für Nicolas Meloche zur Colorado Avalanche transferiert, wo er auch beim Farmteam, den Colorado Eagles aus der AHL, zum Einsatz kam. Nach einem Jahr in Colorado schloss er sich in der Folge im Oktober 2020 als Free Agent den Carolina Hurricanes an.
In Diensten der Hurricanes kam Bibeau im Verlauf der Saison 2020/21 lediglich zu acht Einsätzen im Farmteam, den Chicago Wolves. Im August 2021 wechselte er erneut als Free Agent in die Organisation der neu gegründeten Seattle Kraken, wo er für den Kooperationspartner Charlotte Checkers in der AHL sowie für die Allen Americans in der ECHL auflief. In gleicher Weise schloss er sich im Juli 2022 den Ottawa Senators an, wo er aber ausschließlich bei den Belleville Senators in der AHL eingesetzt wurde. Im Juli 2023 wechselte der Kanadier schließlich erstmals nach Europa. Dort schloss er sich zunächst für eine Saison dem AIK Solna aus der zweitklassigen schwedischen HockeyAllsvenskan mit der Option auf eine einjährige Vertragsverlängerung an. Da die Option jedoch nicht gezogen wurde, wechselte der Kanadier im Sommer 2024 zu KooKoo aus der finnischen Liiga.

## Erfolge und Auszeichnungen
| - 2014 Coupe-du-Président-Gewinn mit den Foreurs de Val-d’Or - 2014 Trophée Guy Lafleur - 2014 Hap Emms Memorial Trophy | - 2014 Memorial Cup All-Star Team - 2018 Teilnahme am AHL All-Star Classic - 2018 AHL-Torwart des Monats Oktober |

## Karrierestatistik
Stand: Ende der Saison 2023/24
(Legende zur Torhüterstatistik: GP oder Sp = Spiele insgesamt; W oder S = Siege; L oder N = Niederlagen; T oder U oder OT = Unentschieden oder Overtime- bzw. Shootout-Niederlage; Min. = Minuten; SOG oder SaT = Schüsse aufs Tor; GA oder GT = Gegentore; SO = Shutouts; GAA oder GTS = Gegentorschnitt; Sv% oder SVS% = Fangquote; EN = Empty Net Goal; 1 Play-downs/Relegation; Kursiv: Statistik nicht vollständig)